# Olga Wjatscheslawowna Michailowa
Olga Wjatscheslawowna Michailowa (russisch Ольга Вячеславовна Михайлова; * 8. April 1981) ist eine ehemalige russische Skilangläuferin.

## Werdegang
Michailowa begann ihre internationale Karriere bei FIS-Rennen in Krasnogorsk im Dezember 2001. Zwei Jahre später feierte sie ihr Debüt im Continentalcup beim Rennen in Kirowsk. Im April gelang ihr zum Abschluss der Saison in Murmansk mit Platz 11 erstmals ein nennenswertes Ergebnis in dieser Serie. Zum Auftakt des Winters 2004/05 gewann sie das FIS-Rennen in Kirowsk. Bei den Russischen Meisterschaften 2005 in Syktywkar verpasste sie eine gute Platzierung deutlich und musste sich mit Ergebnissen im Mittelfeld begnügen.
Zur Winter-Universiade 2007 in Turin gelang ihr nach einem eher schwachen Auftakt und Platz 17 über 5 km auch im Sprint mit Platz 23 nur ein mittelmäßiges Ergebnis. In der Verfolgung kämpfte sie sich auf Rang neun, bevor sie schließlich das 15-km-Einzelrennen gewinnen konnte. Mit der Staffel sicherte sie sich die Silbermedaille. Bei den folgenden Militär-Skiweltmeisterschaften 2007 in Võru wurde sie 17. über 10 km.
Zu Beginn der Saison 2007/08 bekam Michailowa einen Startplatz im Eastern Europe Cup, der osteuropäischen Staffel des Continentalcups. Bereits in der Qualifikation zum Sprint von Werschina Tjoi bewies sie gute Leistungen und sicherte sich für das Finale den ersten Rang. Im Finallauf selbst wurde sie am Ende Zweite. Am 15. Dezember 2007 gab sie dank der guten Leistungen im B-Kader beim Skilanglauf-Weltcup in Rybinsk ihr Debüt im A-Nationalkader. Nachdem sie das Massenstartrennen über 15 km als 25 beendete, sammelte sie auf Anhieb erste Weltcup-Punkte. Nachdem sie im zweiten Rennen jedoch ohne Punkte nur als 50. ins Ziel kam, wurde sie zurück in den B-Kader versetzt und blieb im Continentalcup. Dort gelangen ihr im Sprint im November 2008 zwei Siege in Werschina Tjoi. Im Januar 2009 kam sie in Rybinsk erneut im Weltcup zum Einsatz, blieb aber als 39. ohne Punktegewinn.
Zu Beginn der Saison 2009/10 bekam sie einen festen Startplatz im Weltcup-Kader konnte aber in keinem der Rennen bis Dezember Punkte gewinnen und startete so ab Weihnachten 2009 erneut im Continentalcup. Am 16. und 17. Januar 2010 feierte sie im ukrainischen Charkiw zwei Siege. Daraufhin kam sie wenige Tage später im Rahmen des Weltcups von Rybinsk erneut zum Einsatz und erreichte mit Rang 12 ihre bis dahin beste Weltcup-Platzierung.
Im Dezember 2010 wurde Michailowa in La Clusaz erstmals für ein Staffelrennen im Weltcup nominiert und wurde mit ihren Mannschaftskameradinnen am Ende Siebente. Zum Jahreswechsel startete sie im Rahmen der Tour de Ski 2010/11 und belegte nach guten Etappenergebnissen am Ende den 22. Platz. Am 6. Februar 2011 feierte sie in Rybinsk mit dem Zweiten Platz in der Staffel ihre erste Podiumsplatzierung im Weltcup. Bei den Nordischen Skiweltmeisterschaften 2011 in Oslo ging sie ebenfalls als Mitglied der Staffel an den Start und wurde am Ende Sechste.
Am 22. Januar 2012 startete Michailowa nach durchwachsener Saison im Eastern Europe Cup erstmals im Skilanglauf-Marathon-Cup und lief in Lienz als Vierte nur knapp am Podium vorbei. Ein Jahr später feierte sie an gleicher Stelle ihren ersten Sieg in dieser Serie und erreichte in Sotschi mit dem neunten Platz im Skiathlon ihre erste und einzige Top-Zehn-Platzierung im Weltcupeinzel. Im März 2013 gewann sie beim Demino Ski Marathon. Trotz dieser Erfolge verblieb Michailowa auch die folgenden zwei Jahre fast ausschließlich im B- und C-Kader und startete vorrangig im Eastern Europe Cup. Am 14. März 2015 belegte sie beim Demino Ski Marathon den dritten Rang.
Im Juli 2015 startete sie erstmals im Rollerski-Weltcup und erreichte im lettischen Madona bereits im zweiten Rennen als Zweite das Podium. Bei den Rollerski-Weltmeisterschaften 2017 in Sollefteå holte sie die Silbermedaille zusammen mit Olga Letucheva im Teamsprint.

## Erfolge

### Siege bei Worldloppet-Cup-Rennen
Anmerkung: Vor der Saison 2015/16 hieß der Worldloppet Cup noch Marathon Cup.
| Nr. | Datum           | Ort   | Rennen        | Disziplin                  |
| --- | --------------- | ----- | ------------- | -------------------------- |
| 1.  | 20. Januar 2013 | Lienz | Dolomitenlauf | 42 km Freistil Massenstart |

### Sonstige Siege bei Skimarathon-Rennen
- 2013 Demino Ski Marathon, 50 km Freistil

### Siege bei Continental-Cup-Rennen
| Nr. | Datum             | Ort            | Disziplin       | Serie              |
| --- | ----------------- | -------------- | --------------- | ------------------ |
| 1.  | 20. November 2008 | Werschina Tjoi | Sprint          | Eastern Europe Cup |
| 2.  | 22. November 2008 | Werschina Tjoi | Sprint          | Eastern Europe Cup |
| 3.  | 16. Januar 2010   | Charkiw        | 10 km klassisch | Eastern Europe Cup |
| 4.  | 17. Januar 2010   | Charkiw        | Sprint          | Eastern Europe Cup |
| 5.  | 21. November 2010 | Werschina Tjoi | 5 km Freistil   | Eastern Europe Cup |
| 6.  | 28. Dezember 2010 | Krasnogorsk    | 15 km Freistil  | Eastern Europe Cup |
| 7.  | 11. Dezember 2011 | Pokljuka       | 5 km Freistil   | Alpencup           |
| 8.  | 26. Dezember 2011 | Krasnogorsk    | 10 km Freistil  | Eastern Europe Cup |
| 9.  | 27. Februar 2013  | Syktywkar      | 15 km Freistil  | Eastern Europe Cup |

## Platzierungen im Weltcup

### Weltcup-Statistik
Die Tabelle zeigt die erreichten Platzierungen im Einzelnen.
- 1.–3. Platz: Anzahl der Podiumsplatzierungen
- Top 10: Anzahl der Platzierungen unter den ersten zehn
- Punkteränge: Anzahl der Platzierungen innerhalb der Punkteränge
- Starts: Anzahl gelaufener Rennen in der jeweiligen Disziplin
- Hinweis: Bei den Distanzrennen erfolgt die Einordnung gemäß FIS.

| Platzierung         | Distanzrennen a | Distanzrennen a | Distanzrennen a | Distanzrennen a | Distanzrennen a | Skiathlon Verfolgung | Sprint | Etappen- rennen b | Gesamt | Team c | Team c  |
| Platzierung         | ≤ 5 km          | ≤ 10 km         | ≤ 15 km         | ≤ 30 km         | > 30 km         | Skiathlon Verfolgung | Sprint | Etappen- rennen b | Gesamt | Sprint | Staffel |
| ------------------- | --------------- | --------------- | --------------- | --------------- | --------------- | -------------------- | ------ | ----------------- | ------ | ------ | ------- |
| 1. Platz            |                 |                 |                 |                 |                 |                      |        |                   |        |        |         |
| 2. Platz            |                 |                 |                 |                 |                 |                      |        |                   |        |        | 1       |
| 3. Platz            |                 |                 |                 |                 |                 |                      |        |                   |        |        |         |
| Top 10              |                 |                 |                 |                 |                 | 1                    |        |                   | 1      |        | 6       |
| Punkteränge         | 1               | 1               | 2               |                 |                 | 7                    | 2      | 1                 | 14     |        | 7       |
| Starts              | 1               | 5               | 2               | 1               |                 | 9                    | 9      | 1                 | 28     |        | 7       |
| Stand: Karriereende |                 |                 |                 |                 |                 |                      |        |                   |        |        |         |

### Weltcup-Gesamtplatzierungen
| Saison  | Gesamt | Gesamt | Distanz | Distanz | Sprint | Sprint |
| Saison  | Punkte | Platz  | Punkte  | Platz   | Punkte | Platz  |
| ------- | ------ | ------ | ------- | ------- | ------ | ------ |
| 2007/08 | 6      | 92.    | 6       | 61.     |        |        |
| 2009/10 | 24     | 87.    | 22      | 61.     | 2      | 89.    |
| 2010/11 | 102    | 49.    | 59      | 37.     | 7      | 75.    |
| 2012/13 | 29     | 83.    | 29      | 55.     |        |        |